# Hôtel de préfecture de Seine-et-Marne
L’hôtel de préfecture de Seine-et-Marne, anciennement abbaye Saint-Père, est un bâtiment situé à Melun, en France. Il est le siège de la préfecture du département de Seine-et-Marne. Il est partiellement inscrit aux monuments historiques depuis 1946.

## Situation et accès
L’édifice est situé au no 12 de la rue des Saints-Pères, au nord-ouest du centre-ville de Melun. Plus largement, il se trouve dans le département de Seine-et-Marne, en région Île-de-France.

## Histoire
Les institutions départementales s’installent dans l’ancienne abbaye Saint-Père en 1800 mais ne se rendent propriétaires de la parcelle de l’hôtel de la préfecture qu’en 1809-1811. L’édifice subit des transformations au cours du XIXe siècle : l’église abbatiale est démolie et de grands travaux sont menés par l’architecte Nicolas Nicaise Solente.

## Statut patrimonial et juridique
Les façades, arcades et toitures des bâtiments entourant le cloître de l’ancienne abbaye Saint-Père font l’objet d’une inscription au titre des monuments historiques par arrêté du 9 décembre 1946, en tant que propriété du département.
Également, l’ancienne abbaye et l’hôtel de préfecture font individuellement l’objet d’un recensement dans l’Inventaire général du patrimoine culturel, respectivement en tant que propriété du département et propriété publique. L’enquête ou le dernier récolement est effectué en 2001 pour le premier, en 2005 pour le second,,,.